# George Whitefield
George Whitefield (/ˈwɪtfiːld/, také známý jako Whitfield; 27. prosince 1714 – 30. září 1770) byl anglikánský kněz a misionář, který patřil k zakladatelů metodismu a evangelikalismu.
Narodil se v Gloucesteru a v roce 1732 se zapsal na Pembroke College na Oxfordské univerzitě. Tam vstoupil do „Svatého klubu“ a poznal bratry Wesleyovy, Johna a Charlese, s nimiž pak později úzce spolupracoval. Po získání bakalářského titulu byl vysvěcen. Okamžitě začal kázat, ale neusadil se v žádné farnosti. Stal se putovním kazatelem a misionářem. V roce 1740 Whitefield odcestoval do Severní Ameriky, kde podnítil řadu lokálních náboženských oživení, která se stala součástí „velkého probuzení“. Jeho metody byly kontroverzní a účastnil se mnoha debat a sporů s dalšími duchovními.
Whitefield získal široké uznání; kázal nejméně 18 000krát asi 10 milionům posluchačů ve Velké Británii a jejích amerických koloniích. Dokázal nadchnout velké publikum pomocí mocné kombinace dramatického projevu, náboženské rétoriky a vlastenectví.
Byl také otrokářem; vlastnil plantáž, na níž pracovali afričtí otroci. Z práce otroků podporoval sirotčince.